# Serra do Ramalho
A serra do Ramalho é uma serra brasileira, localizada no oeste do estado da Bahia no Vale do São Francisco. Está localizada na divisa com Minas Gerais, às margens do Rio São Francisco. Abrange os municípios baianos de Feira da Mata, Carinhanha, Serra do Ramalho e Coribe. Ocupa uma área de mais de dois mil quilômetros quadrados. É muito conhecida pela quantidade de grutas.